# Demografia da Guiné Equatorial

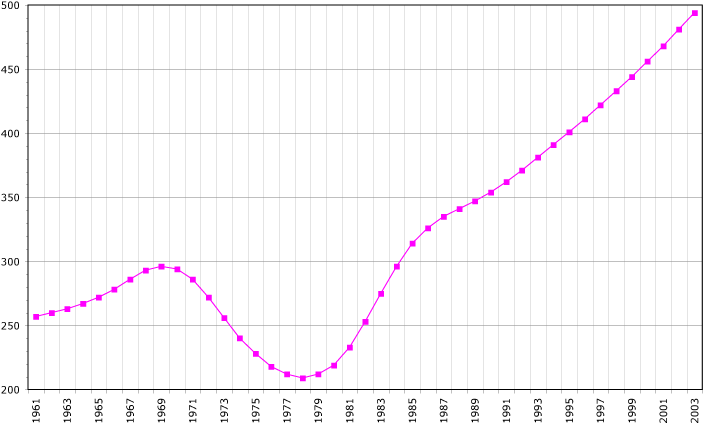
Gráfico da demografia da Guiné Equatorial.

A Guiné Equatorial tem uma população jovem (45% não supera os 15 anos) com uma taxa de natalidade por volta de 42 por mil e uma taxa de mortalidade de 16 por mil. A esperança de vida é de 49 anos para os homens e 53 para as mulheres. Em torno de 4% da população têm mais de 65 anos. A taxa de alfabetização entre os adultos estava em 1992 em 52%, mas tería subido para 80% até 1999. A maioria da população ainda vive nas zonas rurais.